# معركة حارم
موقعة حارم أو معركة حارم هي معركة حدثت في 12 أغسطس 1164 ( في 22 رمضان 559 هـ) في قرية حارم بسوريا بين جيش نور الدين زنكي وتحالف ضم كلا من كونتية طرابلس وإمارة أنطاكية والإمبراطورية البيزنطية والأرمن. وحقق فيها نور الدين زنكي نصرا ساحقا، وتم أسر معظم قادة التحالف الصليبي.

## البداية
بعد هزيمة نور الدين زنكي سنة 1163م في معركة البقيعة عندما جمع عساكره ودخل بلاد الفرنج ونزل في سهل البقيعة تحت حصن الأكراد محاصرًا لها، عازماً على قصد طرابلس وأخذها، فباغته الفرنجة نهاراً وبأعداد ضخمة في معركة البقيعة وكاد أن يقتل نور الدين فيها إلا أنه استطاع أن ينجو على فرسه حتى نزل على بحيرة قدس بالقرب من حمص في موضع يبعد أربعة فراسخ عن مكان المعركة.
في سنة 1164 خرج الملك عمورى الأول (أمالرك الأول) ملك مملكة بيت المقدس لقتال أسد الدين شيركوه بمصر، جاعلا مملكته سهلة الوصول من قبل المسلمين من قبل الشرق، فاستغل نور الدين تلك الفرصة، وراسل الأمراء يطلب العون والنصرة، فجاءه المدد من أخيه قطب الدين مودود في الموصل وكذلك الأرتقيون في الجزيرة وديار بكر، فبدأوا بحصار مدينة حارم في رمضان 559 هـ / أغسطس 1164 م. كما قال وليم الصوري: تمركز بقواته حول الحصن بطريقة عادية ثم بدأ هجومه بموجة جعل أهل المدينة لا يتمكنون من الراحة.

## المعركة
طلب حاكم قلعة حارم مساعدة الصليبيين لمواجهة جيش نور الدين زنكي القادم إليه فأتى ريموند الثالث وبوهيموند الثالث وجوسيلين الثالث لفك الحصار عن المدينة. وقد انضموا إلى كونستنتين كالامانوس حاكم قلقيلية البيزنطي، وكذلك توروس ملك أرمينيا وهيو الثالث وغيرهم من الأمراء الصليبيون.
فعندما تقدم الصليبيون بجيوشهم، مستلهمين من النصر في معركة البقيعة، ولكن دون اهتمام بقواعد الانضباط العسكري.. وتوزعوا بشكل متهور، فانسحب المسلمون من مدينة حارم واشتبكوا معهم بالقرب من ارتاح. ووقع صدام مروع حيث طبق المسلمون خطة عسكرية وهي التظاهر بالانسحاب، فقد هجم الفرنج في البداية على ميمنة الجيش الإسلامي حتى تراجعت الميمنة وبدا وكأنها انهزمت، وكانت تلك خطة من قبل المسلمين لكي يلحق فرسان الفرنج فلول الميمنة، ومن ثم تنقطع الصلة بينهم وبين المشاة من قواتهم، فيتفرغ المسلمون للقضاء على المشاة، فإذا رجع الفرسان لم يجدوا أحداً من المشاة الذي كانوا يحمون ظهورهم. فحدث ما كان متوقعا، حيث وقع الصليبيون في الكمين، مما أتاح المسلمين أن يطبقوا على فلول المشاة ولم ينج من القتل إلا من وقع في الأسر. والوحيد الذي لم ينجر وراء الكمين كان توروس الأرمني الذي فضل الهروب من الكارثة والسلامة بنفسه. وكان ممن وقع في الأسر بوهمند أمير انطاكية وريموند كونت طرابلس وقسطنطين البيزنطي وهيو، حيث جرى ربطهم بالحبال سويا ونقلهم إلى حلب. وحسب ابن الأثير فقد قتل من الصليبيين حوالي عشرة آلاف شخص.